# Ghost (гурт)
Ghost (укр. Привид) — шведський хеві-метал гурт, створений у 2006 році в Лінчепінг, Швеція.
Ghost легко впізнати завдяки їх ексцентричному вигляду на сцені. Вісім із дев'яти учасників гурту — «Nameless Ghouls» (Безіменні Упирі), носять практично ідентичні костюми. Учасників можна відрізняти по їхніх масках та музичних інструментах.
Найбільш відомим членом є вокаліст на прізвисько «Papa Emeritus», який фарбує під череп обличчя та носить костюм кардинала. Кожен альбом призводив до зміни вигляду гурту. Хоча вокаліст завжди зображується як приблизно однаковий персонаж, все ж є невеликі зміни зовнішності, і навіть змінені риси особистості, порівняно з колишніми версіями.
Також на YouTube-каналі гурту є короткі відео «Chapter». В них розповідається історія такого персонажа як Кардинал Копія, та про самих Пап, що за історією є братами.

## Історія
У 2010 році вони випустили демо альбом, який складався з трьох пісень, а пізніше дебютний довготривалий — «Opus Eponymous». Номінація на премію «Гремміс» (Grammis) значно збільшила їхню популярність.
Другий альбом «Infestissumam» під основним лейблом вийшов 2013 року, дебютував на першому місці у Швеції та здобув премію «Грамміс» за найкращий хардрок/метал-альбом.
Гурт випустив свій третій студійний альбом «Meliora» у 2015 році, досягнувши першого місця у Швеції та восьмого у Сполучених Штатах, його головний сингл «Cirice» виграв премію «Греммі 2016» за краще метал-виконання.
У 2018 році вийшов четвертий альбом гурту «Prequelle», а у 2022 році п'ятий, під назвою «Impera».

## Склад

### Поточний склад
- Тобіас Форге — вокал, гітара, бас, клавішні (з 2008).
  - Papa Emeritus I (2008—2012)
  - Papa Emeritus II (2012—2015)
  - Papa Emeritus III (2015—2017)
  - Cardinal Copia (2018—2020)
  - Papa Emeritus IV (з 2020)

- A Group of Nameless Ghouls — гітари, ударні, бас, клавішні, бек-вокал (з 2010)
- Papa Emeritus Zero — саксофон (2017—2020)

### Колишні учасники
У різний час під назвою Nameless Ghouls виступали:
- Мартін Перснер — ритм-гітара (2009—2016)
- Саймон Содерберґ — соло-гітара (2010—2016)
- Мауро Рубино — клавішні (2011—2016)
- Зак Бейрд — клавішні (з 2017)
- Аксель Голмґрен — ударні (2010—2014)
- Дейв Грол — ударні (2013)[4]
- Мартін Гьерштедт — ударні (2014—2016)
- Рікард Оттосон — бас (2011—2013)
- Генрик Палм — бас (2015—2016)[5]

## Дискографія
| Назва                                                                                 | Деталі релізу                                                                          | Пікові позиції в чартах | Пікові позиції в чартах | Пікові позиції в чартах | Пікові позиції в чартах | Пікові позиції в чартах | Пікові позиції в чартах | Пікові позиції в чартах | Пікові позиції в чартах | Пікові позиції в чартах | Пікові позиції в чартах | Сертифікації                      |
| Назва                                                                                 | Деталі релізу                                                                          | SWE                     | AUS                     | BELFla.                 | CAN                     | FIN                     | GER                     | NED                     | NOR                     | UK                      | US                      | Сертифікації                      |
| ------------------------------------------------------------------------------------- | -------------------------------------------------------------------------------------- | ----------------------- | ----------------------- | ----------------------- | ----------------------- | ----------------------- | ----------------------- | ----------------------- | ----------------------- | ----------------------- | ----------------------- | --------------------------------- |
| Opus Eponymous                                                                        | - Дата виходу: 18 жовтня 2010 р. - Лейбл: Rise Above - Формати: CD, LP, DL             | 30                      | —                       | —                       | —                       | —                       | 90                      | —                       | —                       | —                       | —                       |                                   |
| Infestissumam                                                                         | - Дата виходу: 10 квітня 2013 р. - Лейбли: Loma Vista, Universal - Формати: CD, LP, DL | 1                       | 62                      | 189                     | —                       | 5                       | 85                      | —                       | 8                       | 58                      | 28                      | - GLF: Золото                     |
| Meliora                                                                               | - Дата виходу: 21 серпня 2015 р. - Лейбли: Loma Vista, Universal - Формати: CD, LP, DL | 1                       | 20                      | 21                      | 9                       | 1                       | 19                      | 6                       | 2                       | 23                      | 8                       | - GLF: Платина                    |
| Prequelle                                                                             | - Дата виходу: 1 червня 2018 р. - Лейбл: Loma Vista - Формати: CD, LP, DL, 8T, CT      | 1                       | 7                       | 4                       | 6                       | 1                       | 2                       | 14                      | 1                       | 10                      | 3                       | - GLF: Платина - IFPI NOR: Золото |
| Impera                                                                                | - Дата виходу: 11 березня 2022 р. - Лейбл: Loma Vista - Формати: CD, LP, DL, CT        | 1                       | 3                       | 2                       | 3                       | 1                       | 1                       | 2                       | 2                       | 2                       | 2                       | - GLF: Золото                     |
| Skeletá                                                                               | - Дата виходу: 25 квітня 2025 р. - Лейбл: Loma Vista - Формати: CD, LP, DL, CT         |                         |                         |                         |                         |                         |                         |                         |                         |                         |                         |                                   |
| Знаком «—» відмічено, що реліз не тиражувався в цьому регіоні або не потрапив у чарти |                                                                                        |                         |                         |                         |                         |                         |                         |                         |                         |                         |                         |                                   |